# جونگ سه-وون
جونگ سه-وون (انگلیسی: Jeong Se-woon؛ زادهٔ ۳۱ مهٔ ۱۹۹۷) خواننده و نوازنده گیتار اهل کره جنوبی است.